# Wubana atypica
Wubana atypica là một loài nhện trong họ Linyphiidae.
Loài này thuộc chi Wubana. Wubana atypica được Ralph Vary Chamberlin & Wilton Ivie miêu tả năm 1936.